# Italian Association of Conservation Scientists
L'Italian Association of Conservation Scientists (IA-CS) è stata una società scientifica e professionale italiana che raggruppava al suo interno accademici, studiosi e professionisti attivi nel settore delle Scienze Applicate alla Conservazione dei Beni Culturali.

## Storia
L'Italian Association of Conservation Scientists nasce inizialmente come Associazione Italiana Esperti in Diagnostica applicata ai Beni Culturali (aIEDabc) nell'aprile del 2005 dall'idea di un gruppo di giovani neolaureati nel corso di Scienze applicate ai Beni Culturali (classe 12S) dell'Università degli Studi di Roma "La Sapienza".
Lo stimolo principale che ha spinto questi giovani ad associarsi è da ricercarsi nel vuoto normativo creatosi in materia di professioni dopo la riforma universitaria italiana del 1999. Dopo questa riforma molti laureati nelle nuove classi di laurea inserite con il D.lgs 509/1999 si ritrovarono senza alcuna normativa che ne regolamentasse la professione e, allo stesso tempo, impossibilitati all'accesso negli altri ordini professionali esistenti.
Mossi dalla volontà di cambiare questa situazione, nel maggio 2005 viene registrata l'associazione che sarà presentata al mondo accademico e scientifico nel luglio dello stesso anno presso l'Università Sapienza di Roma.
Nel corso degli anni sono stati numerosi gli eventi e gli incontri organizzati dall'associazione con esponenti del mondo politico e sindacale al fine di promuovere una legge che regolarizzasse le professioni non organizzate. Legge che arriva a inizio 2013 (legge 4/2013) e che permette a tutti i professionisti non appartenenti ad alcun ordine o collegio professionale di unirsi in associazioni professionali con il fine di valorizzare le competenze degli associati, diffondere tra essi il rispetto di regole deontologiche, favorendo la scelta e la tutela degli utenti nel rispetto delle regole sulla concorrenza.
A fine Gennaio 2013 l'assemblea generale elegge il nuovo Presidente (Prof. Luigi Campanella), il Segretario Nazionale (Enrico Greco) e i nuovi consiglieri (Ernesto Borrelli, Maurizio Coladonato, Enrico Greco, Barbara Di Odoardo, Mauro Francesco La Russa e Valeria Di Tullio) avviando così una nuova gestione dell'associazione con una modifica del suo status attraverso il riconoscimento da parte del Ministero dello Sviluppo Economico.
Nel 2017 il consiglio direttivo vota all'unanimità la fusione dell'associazione con .
Dopo lunghi anni di impegno in cui la IA-CS ha contribuito ad avviare una discussione nazionale sul profilo scientifico e professionale del Conservation Scientist, anche presso le sedi istituzionali della Repubblica Italiana, nel settembre 2017 i consigli direttivi della IA-CS e della nascente Associazione Nazionale degli Esperti di Diagnostica e Scienze e Tecnologie Applicate ai Beni Culturali (ANEDbc) hanno stipulato un accordo di fusione con lo scopo di unire le forze, di sfruttare l’esperienza e il lavoro già svolto negli anni e creare un’unica associazione che riunisse e rappresentasse in via esclusiva gli esperti scientifici per i Beni Culturali.